# 金曲捞
《金曲捞》，原名《原来是金曲》，是中国大陆江苏卫视推出的一档悬疑竞猜类音乐综艺节目，前身为2016年制作及首播的节目《端午金曲捞》。节目旨在关注华语乐坛本应走红却因种种原因被埋没的优秀创作，通过唤醒师的改编演唱使其华丽逆袭，重返观众视野，唤醒观众的音乐记忆。《金曲捞》由制作过《2016—2017江苏卫视跨年演唱会》的制作人王希及其团队打造，由李好担纲主持。节目于2017年1月17日在南京国际博览中心启动录制，2017年4月8日播出“番外篇”，2017年4月14日起每週五22:00接档《最强大脑第四季》播出。歌曲版权由QQ音乐独家取得，并通过腾讯音乐娱乐集团旗下的QQ音乐、酷狗音乐、酷我音乐联合发行。

## 赛制
节目共12期，包括常规竞演与金曲之夜。
常规竞演共11场，每场常规竞演将有三首华语乐坛的遗珠之作等待被打捞。原唱委托唤醒师演绎歌曲改编版，现场500名大众听审在唤醒师演唱完毕后行使选择权。支持人数达到300人，即为唤醒成功，原唱出场同唤醒师合唱原版歌曲。反之，则为唤醒失败，原唱可选择离场或独自进行二次唤醒。二次唤醒过程中，首轮未支持的大众听审可继续行使选择权。支持人数达到450人，即为二次唤醒成功，否则歌曲唤醒失败。
在最后的“金曲之夜”，前11期节目中的所有原唱歌手当中将会有3位作为原唱代表重返舞台，分别为观众带来一首他们心中需要唤醒的歌曲，并且会邀请一位搭档组成惊喜组合，为观众奉献一场视听盛宴。
每週的竞演现场都会设置一个由5人组成的叨叨团，负责根据现场提示以及同原唱的问答互动与观众共同竞猜原唱身份。

## 节目列表

### 第一期
本期是《金曲捞》的首场竞演，于北京时间2017年4月14日晚上10时播出。本期的开场曲为胡瑶的《为了遇见你》，由薛之谦与李好共同演唱。
| 金曲捞 第一期 2017年4月14日 主持人：李好 叨叨团成员：薛之谦、王栎鑫、李艾、杨千霈、黄国伦 |        |                    |        |        |        |        |          |
| 出场顺序                                                                                  | 唤醒师 | 唤醒曲目           | 原唱   | 作词   | 作曲   | 得票数 | 结果     |
| 1                                                                                         | 金志文 | 《沉迷》           | 梁咏琪 | 许哲佩 | 许哲佩 | 379    | 唤醒成功 |
| 2                                                                                         | 何 洁  | 《把你藏在歌里面》 | 谭咏麟 | 施人诚 | 郑知明 | 382    | 唤醒成功 |
| 3                                                                                         | 薛之谦 | 《王子公主》       | 张信哲 | 李宗盛 | 林一峰 | 423    | 唤醒成功 |

### 第二期
本期是《金曲捞》的第二场竞演，于北京时间2017年4月21日晚上10时播出。本期的开场曲为林忆莲的《诱惑的街》，由刘维演唱。
| 金曲捞 第二期 2017年4月21日 主持人：李好 叨叨团成员：黄国伦、杨千霈、黄子佼、于莎莎、刘维 |        |                |        |        |        |        |             |
| 出场顺序                                                                                  | 唤醒师 | 唤醒曲目       | 原唱   | 作词   | 作曲   | 得票数 | 结果        |
| 1                                                                                         | 汪苏泷 | 《人情世故》   | 杨千嬅 | 林 夕  | 阿 滚  | 331    | 唤醒成功    |
| 2                                                                                         | 曹轩宾 | 《贪婪》       | 彭佳慧 | 许常德 | 陈国华 | 279    | 唤醒失败[a] |
| 3                                                                                         | A-Lin  | 《永远有多远》 | 黄品源 | 张 震  | 孔 佳  | 361    | 唤醒成功    |

| ^ a. 原唱选择二次唤醒歌曲，最终获得450票，二次唤醒成功 |

### 第三期
本期是《金曲捞》的第三场竞演，于北京时间2017年4月28日晚上10时播出。本期的开场曲为陈奕迅的《今天等我来》，由李好演唱。
| 金曲捞 第三期 2017年4月28日 主持人：李好 叨叨团成员：王栎鑫、李艾、黄国伦、黄子佼、刘芸 |        |                    |        |        |        |        |          |
| 出场顺序                                                                                | 唤醒师 | 唤醒曲目           | 原唱   | 作词   | 作曲   | 得票数 | 结果     |
| 1                                                                                       | 杜丽莎 | 《我还能爱谁》     | 许志安 | 林 夕  | 金旼钟 | 425    | 唤醒成功 |
| 2                                                                                       | 黄绮珊 | 《长安长安》       | 郑 钧  | 郑 钧  | 郑 钧  | 404    | 唤醒成功 |
| 3                                                                                       | 汪苏泷 | 《东京铁塔的幸福》 | 江美琪 | 鄔裕康 | 郭 子  | 341    | 唤醒成功 |

### 第四期
本期是《金曲捞》的第四场竞演，于北京时间2017年5月5日晚上10时播出。本期的开场曲为王菲的《影子》，由郁可唯演唱。
| 金曲捞 第四期 2017年5月5日 主持人：李好 叨叨团成员：王栎鑫、李艾、黄国伦、于莎莎、刘维 |        |                      |          |        |         |        |          |
| 出场顺序                                                                               | 唤醒师 | 唤醒曲目             | 原唱     | 作词   | 作曲    | 得票数 | 结果     |
| 1                                                                                      | 郁可唯 | 《从来没有想过》     | 品 冠    | 许常德 | 品 冠   | 396    | 唤醒成功 |
| 2                                                                                      | 张芸京 | 《留心》             | 花儿乐队 | 大张伟 | 大张伟  | 417    | 唤醒成功 |
| 3                                                                                      | 金志文 | 《不爱了也是一种爱》 | 周 蕙    | 杨耀程 | Kenn Wu | 360    | 唤醒成功 |

### 第五期
本期是《金曲捞》的第五场竞演，于北京时间2017年5月12日晚上10时播出。本期的开场曲为张惠妹的《冲动》，由何洁演唱。
| 金曲捞 第五期 2017年5月12日 主持人：李好 叨叨团成员：薛之谦、黄国伦、于莎莎、王栎鑫、叶一茜 |        |                    |        |        |              |        |          |
| 出场顺序                                                                                    | 唤醒师 | 唤醒曲目           | 原唱   | 作词   | 作曲         | 得票数 | 结果     |
| 1                                                                                           | 沙宝亮 | 《没有爱情藏得住》 | 陶晶莹 | 陶晶莹 | 黄韵玲       | 385    | 唤醒成功 |
| 2                                                                                           | 陈 冰  | 《大雨》           | 李克勤 | 陈宏宇 | Edmond Tsang | 326    | 唤醒成功 |
| 3                                                                                           | 何 洁  | 《有没有》         | 薛之谦 | 郭 頂  | 郭 頂        | 370    | 唤醒成功 |

### 第六期
本期是《金曲捞》的第六场竞演，于北京时间2017年5月19日晚上10时播出。本期的开场曲为凡人二重唱的《杜鹃鸟的黄昏》，由好妹妹乐队演唱。
| 金曲捞 第六期 2017年5月19日 主持人：李好 叨叨团成员：王栎鑫、李艾、黄国伦、黄舒骏、汪聪 |            |                  |        |        |        |        |          |
| 出场顺序                                                                                | 唤醒师     | 唤醒曲目         | 原唱   | 作词   | 作曲   | 得票数 | 结果     |
| 1                                                                                       | 好妹妹乐队 | 《屋檐下的思念》 | 费玉清 | 戚 成  | 施佳阳 | 304    | 唤醒成功 |
| 2                                                                                       | 张芸京     | 《青花》         | 周传雄 | 陈信荣 | 周传雄 | 325    | 唤醒成功 |
| 3                                                                                       | 沙宝亮     | 《友情卡片》     | 徐怀钰 | 吴旭文 | 吴旭文 | 428    | 唤醒成功 |

### 第七期
本期是《金曲捞》的第七场竞演，于北京时间2017年5月26日晚上10时播出。本期的开场曲为伍思凯的《爱与愁》，由A-Lin演唱。
| 金曲捞 第七期 2017年5月26日 主持人：李好 叨叨团成员：李艾、黄子佼、于莎莎、黄国伦、汪苏泷 |        |                    |        |        |        |        |             |
| 出场顺序                                                                                  | 唤醒师 | 唤醒曲目           | 原唱   | 作词   | 作曲   | 得票数 | 结果        |
| 1                                                                                         | A-Lin  | 《爱的可能》       | 叶倩文 | 刘虞瑞 | 李偲菘 | 412    | 唤醒成功    |
| 2                                                                                         | 王铮亮 | 《谢谢你，冬的雪》 | 巫启贤 | 刘德华 | 巫启贤 | 400    | 唤醒成功    |
| 3                                                                                         | 黄雅莉 | 《曾经》           | 陈晓东 | 陈晓东 | 李偲菘 | 312    | 唤醒成功[a] |

| ^ a. 陈晓东因患青光眼住院治疗中，故未能出现在节目现场 |

### 第八期
本期是《金曲捞》的第八场竞演，于北京时间2017年6月2日晚上10时播出。本期的开场曲为薛之谦的《动物世界》。
| 金曲捞 第八期 2017年6月2日 主持人：李好 叨叨团成员：薛之谦、李艾、黄子佼、黄国伦、于莎莎 |        |                  |        |        |                                              |        |          |
| 出场顺序                                                                                 | 唤醒师 | 唤醒曲目         | 原唱   | 作词   | 作曲                                         | 得票数 | 结果     |
| 1                                                                                        | 汪苏泷 | 《心乱飞》       | 陶 喆  | 娃 娃  | 陶 喆                                        | 401    | 唤醒成功 |
| 2                                                                                        | 何 洁  | 《我只剩下自己》 | 草 蜢  | 郑中庸 | Claude Barzotti Fronz Fievez Anne-Marie Gasp | 419    | 唤醒成功 |
| 3                                                                                        | 郁可唯 | 《水中央》       | 戴佩妮 | 戴佩妮 | 戴佩妮                                       | 394    | 唤醒成功 |

### 第九期
本期是《金曲捞》的第九场竞演，于北京时间2017年6月9日晚上10时播出。本期的开场曲为古巨基的《我不睡》，由黄国伦演唱。
| 金曲捞 第九期 2017年6月9日 主持人：李好 叨叨团成员：李艾、黄子佼、薛之谦、黄国伦、于莎莎 |        |                |        |        |        |        |          |
| 出场顺序                                                                                 | 唤醒师 | 唤醒曲目       | 原唱   | 作词   | 作曲   | 得票数 | 结果     |
| 1                                                                                        | A-Lin  | 《空窗》       | 辛晓琪 | 管启源 | 施于淳   | 381    | 唤醒成功 |
| 2                                                                                        | 黄绮珊 | 《爱的太多》   | 王 杰  | 李安修 | 黄庆元 | 336    | 唤醒成功 |
| 3                                                                                        | 金志文 | 《一样的月光》 | 徐佳莹 | 徐佳莹 | 徐佳莹 | 348    | 唤醒成功 |

### 第十期
本期是《金曲捞》的第十场竞演，于北京时间2017年6月16日晚上10时播出。本期的开场曲为谭咏麟的《爱的根源》，由杜丽莎演唱。
| 金曲捞 第十期 2017年6月16日 主持人：李好 叨叨团成员：刘维、李艾、黄国伦、黄子佼、于莎莎 |        |            |        |               |               |        |          |
| 出场顺序                                                                                | 唤醒师 | 唤醒曲目   | 原唱   | 作词          | 作曲          | 得票数 | 结果     |
| 1                                                                                       | 何 洁  | 《决定》   | 林子祥 | 陈大力        | 陈大力 陈秀男 | 381    | 唤醒成功 |
| 2                                                                                       | 杜丽莎 | 《拆穿》   | 林志炫 | 徐世珍        | 钟兴民        | 373    | 唤醒成功 |
| 3                                                                                       | 曹轩宾 | 《I Wish》 | 熊天平 | 许常德 王中言 | 彭学斌        | 407    | 唤醒成功 |

### 第十一期
本期是《金曲捞》的第十一场竞演，于北京时间2017年6月23日晚上10时播出。本期的开场曲为范晓萱的《Tell Her》，由金志文演唱。主持人李好因工作档期安排而缺席本场录制，本期节目由刘维代班主持。
| 金曲捞 第十一期 2017年6月23日 主持人：刘维 叨叨团成员：王栎鑫、李艾、黄国伦、黄子佼、于莎莎 |        |                  |        |        |        |        |          |
| 出场顺序                                                                                    | 唤醒师 | 唤醒曲目         | 原唱   | 作词   | 作曲   | 得票数 | 结果     |
| 1                                                                                           | 金志文 | 《我们之间的事》 | 范玮琪 | 陈晓娟 | 陈晓娟 | 399    | 唤醒成功 |
| 2                                                                                           | 王栎鑫 | 《等我回家》     | 薛之谦 | 薛之谦 | 薛之谦 | 357    | 唤醒成功 |
| 3                                                                                           | 何 洁  | 《与泪抱拥》     | 陈慧娴 | 向雪怀 | 徐日勤 | 414    | 唤醒成功 |

### 第十二期
本期是《金曲捞》的第十二场竞演，为“金曲之夜”，于北京时间2017年6月30日晚上10时播出。本期的开场曲集合了前十一场竞演中被成功唤醒的《王子公主》、《友情卡片》、《爱的可能》、《人情世故》、《不爱了也是一种爱》、《有没有》、《与泪抱拥》、《我只剩下自己》、《谢谢你，冬的雪》、《把你藏在歌里面》、《一样的月光》以及《留心》，共计12首金曲，并被定名为《金曲捞》，由汪苏泷演唱。
| 金曲捞 第十二期 金曲之夜 2017年6月30日 主持人：李好 叨叨团成员：刘维、李艾、黄国伦、黄子佼、汪苏泷 |          |               |                      |          |        |               |               |        |
| 出场组别                                                                                           | 出场顺序 | 歌手          | 演唱曲目             | 原唱     | 作词   | 作曲          | 编曲          |        |
| 一                                                                                                 | 1        | 大张伟        | 《结果》             | 花儿乐队 | 大张伟 | 大张伟        | 大张伟        | 大张伟 |
| 一                                                                                                 | 2        | 大张伟 薛之谦 | 《意外》             | 薛之谦   | 杨子朴 | 杨子朴        | 薛之谦        |        |
| 一                                                                                                 | 3        | 薛之谦        | 《小孩》             | 薛之谦   | 郭 頂  | 郭 頂         | 郭 頂         |        |
| 二                                                                                                 | 4        | 周 蕙         | 《可惜》             | 关淑怡   | 谢明训 | 黄 霑         | 宋 陽         |        |
| 二                                                                                                 | 5        | 周 蕙 王栎鑫  | 《风铃》             | 周 蕙    | 姚若龙 | 陈建宁 陈政卿 | 廖正星        |        |
| 三                                                                                                 | 6        | 谭咏麟        | 《何苦》             | 谭咏麟   | 何启弘 | 殷文琦        | 潘高峰 李乃刚 |        |
| 三                                                                                                 | 7        | 谭咏麟 杜丽莎 | 《爱与痛的边缘》     | 王 菲    | 潘源良 | 黄卓颖        | 李乃刚        |        |
| 三                                                                                                 | 7        | 谭咏麟 杜丽莎 | 《有多少爱可以重来》 | 黄仲昆   | 何厚華 | 黄卓颖        | 李乃刚        |        |

## 收视率
| 中国大陆 江苏卫视 首播收视率 （CSM52） |               |        |          |      |                                                           |
| 集數                                   | 播出日期      | 收视率 | 收视份额 | 排名 | 備註                                                      |
| 1                                      | 2017年4月14日 | 0.693  | 3.293    | 8    | 浙江《奔跑吧》、《跑男来了》开播 东方《诗书中华》开播     |
| 2                                      | 2017年4月21日 | 0.950  | 4.564    | 4    |                                                           |
| 3                                      | 2017年4月28日 | 0.949  | 4.509    | 3    |                                                           |
| 4                                      | 2017年5月5日  | 1.041  | 4.776    | 3    |                                                           |
| 5                                      | 2017年5月12日 | 0.894  | 4.233    | 3    |                                                           |
| 6                                      | 2017年5月19日 | 0.633  | 3.203    | 8    |                                                           |
| 7                                      | 2017年5月26日 | 0.639  | 3.508    | 6    |                                                           |
| 8                                      | 2017年6月2日  | 0.652  | 3.197    | 8    |                                                           |
| 9                                      | 2017年6月9日  | 0.710  | 3.708    | 6    | 东方《挑战的法则》开播，《诗书中华》调整为每週六20:30播出 |
| 10                                     | 2017年6月16日 | 0.640  | 3.153    | 7    |                                                           |
| 11                                     | 2017年6月23日 | 0.821  | 4.169    | 6    |                                                           |
| 12                                     | 2017年6月30日 | 0.767  | 4.044    | 6    |                                                           |

1. 同时段或交叉时段主要节目：
  - 湖南卫视：《天天向上》
  - 浙江卫视：《奔跑吧》、《跑男来了》
  - 东方卫视：《诗书中华》／《挑战的法则》
2. 数据由广视索福瑞提供，调查范围为四岁以上之观众。
3. 以上收视排名不包括央视在内。
4. 资料来源：卫视这些事儿、卫视小露电。
5. 排名为週五晚间所有综艺节目的排名，并不一定为同一时段。
6. 《金曲捞番外篇》与《金曲捞全纪录》未计入收视及排名。

## 综艺节目的变迁
| 中国大陆 江苏卫视 每週五 22:00—00:00                               | 中国大陆 江苏卫视 每週五 22:00—00:00      | 中国大陆 江苏卫视 每週五 22:00—00:00               |
| ------------------------------------------------------------------ | ----------------------------------------- | -------------------------------------------------- |
|                                                                    | 金曲捞 （2017年4月14日—2017年6月30日）    |                                                    |
| 最强大脑（第四季）（21:10—23:00） （2017年1月6日—2017年4月7日[a]） | 来吧，兄弟 （2017年7月7日—2017年9月22日） |                                                    |
| 金曲捞系列节目变迁                                                 |                                           |                                                    |
| 端午金曲捞 （2016年6月9日）                                        | 金曲捞 （2017年4月14日—2017年6月30日）    | 金曲捞之挑战主打歌 （2018年7月20日—2018年10月5日） |

| 新加坡 HUB都会台 每週六 22:45—00:45 · 9月9日 22:55—00:55 · 9月23日、10月7日至21日 23:00—01:00 | 新加坡 HUB都会台 每週六 22:45—00:45 · 9月9日 22:55—00:55 · 9月23日、10月7日至21日 23:00—01:00 | 新加坡 HUB都会台 每週六 22:45—00:45 · 9月9日 22:55—00:55 · 9月23日、10月7日至21日 23:00—01:00 |
| --------------------------------------------------------------------------------------------- | --------------------------------------------------------------------------------------------- | --------------------------------------------------------------------------------------------- |
|                                                                                               | 金曲捞 （2017年7月29日—2017年10月21日[b]）                                                    |                                                                                               |
| 金曲捞前传 （2017年7月22日）                                                                  | 二十四小时（第二季） （2017年10月28日—2017年12月30日[c]）                                     |                                                                                               |

| 马来西亚 NTV7 每週六 23:00—01:00 | 马来西亚 NTV7 每週六 23:00—01:00                 | 马来西亚 NTV7 每週六 23:00—01:00 |
| -------------------------------- | ------------------------------------------------ | -------------------------------- |
|                                  | 金曲捞 （2017年7月29日—2017年10月14日）          |                                  |
| 金曲捞前传 （2017年7月22日）     | 传承者之中国意象 （2017年10月21日—2018年1月6日） |                                  |

| 臺灣 中天综合台 每週六 20:00—21:30 · 2月17日 暂停播映 | 臺灣 中天综合台 每週六 20:00—21:30 · 2月17日 暂停播映 | 臺灣 中天综合台 每週六 20:00—21:30 · 2月17日 暂停播映 |
| ----------------------------------------------------- | ----------------------------------------------------- | ----------------------------------------------------- |
|                                                       | 金曲捞 （2017年12月30日—2018年3月24日）               |                                                       |
| 金曲捞前传 （2017年12月23日）                         | 我想和你唱（第二季） （2018年3月31日—2018年6月16日）  |                                                       |
| 臺灣 中视主频 每週日 22:00—23:30                      |                                                       |                                                       |
| 金曲捞前传 （2019年5月26日）                          | 金曲捞 （2019年6月2日—2019年8月18日）                 | 中餐廳（第二季） （2019年8月25日—2019年11月10日）     |

- ^  a. 1月27日因转播2017年中央电视台春节联欢晚会，暂停播映。
- ^  b. 9月30日因转播第52届金钟奖颁奖典礼，暂停播映。
- ^  c. 11月11日因播出星和無綫電視大獎2017，当期节目推迟至23:15播映；11月25日因转播第54届金马奖颁奖典礼，当期节目推迟到23:30播映。